# Chiesa di Sant'Alessandro (Alessandria)
La chiesa dei santi Alessandro e Carlo, conosciuta come chiesa di sant'Alessandro, è un luogo di culto cattolico della città di Alessandria.

## Storia
La chiesa, pregevole esempio di architettura barocca, venne fondata nel XVIII secolo dai vescovi Francesco Giuseppe Arborio di Gattinara e Giovanni Mercurino Antonio Arborio di Gattinara, entrambi appartenenti all'ordine dei Barnabiti. Intitolato a sant'Alessandro I e a san Carlo Borromeo, l'edificio venne consacrato il 7 maggio 1758 dal vescovo di Alessandria Giuseppe Tomaso de Rossi.
La chiesa, con il titolo di prevostura e inserita nel tessuto urbano del centro storico cittadino, è sede dell'omonima parrocchia facente parte dell'unità pastorale "Sette chiese", all'interno della zona pastorale "Alessandria" della Diocesi di Alessandria.
A seguito della demolizione dell'antica cattedrale di san Pietro, avvenuta tra febbraio e luglio del 1803, l'edificio fu temporaneamente designato sede vescovile, mantenendo la funzione fino al 1810. La demolizione fu decretata da Napoleone all’indomani della battaglia di Marengo, nell’ambito di un ampio progetto di riorganizzazione funzionale della città imposto dall’amministrazione francese. L’antica cattedrale fu giudicata inadatta al nuovo assetto urbano delineato dalle autorità imperiali, divenendo un elemento di ostacolo alla razionalizzazione dello spazio cittadino, motivo per cui ne fu disposta la completa demolizione.
In conseguenza di questi eventi, la chiesa di sant'Alessandro assunse il ruolo di pro-cattedrale, fungendo da sede provvisoria delle funzioni episcopali della diocesi di Alessandria fino alla definitiva trasformazione della chiesa di san Marco dei domenicani nella nuova cattedrale dei santi Pietro e Marco. Durante questo periodo, la chiesa di sant’Alessandro fu protagonista di un evento di particolare rilievo storico e simbolico: il 18 aprile 1805 accolse la visita di papa Pio VII, il quale, di ritorno da Parigi, fece sosta ad Alessandria dopo aver presenziato all’incoronazione imperiale di Napoleone.
La cripta della chiesa custodisce le spoglie dell’illustre letterato alessandrino del XVIII secolo Giulio Cesare Cordara.La Maggior parte delle vetrate furono realizzate nel 1925 dal maestro d'arte vetraria Luigi Costa di Alessandria.

## Curiosità
Alessandro I, 6º Papa della Chiesa cattolica (106-116 c.ca) al quale è intitolata l'omonima chiesa parrocchiale alessandrina, secondo un’incerta tradizione morì per decapitazione il 3 maggio. La confusione storica che per un certo periodo si è creata tra Papa Alessandro III, al quale si fa risalire la fondazione della città di Alessandria che da lui prende il nome, e Papa Alessandro I, ha contribuito a fissare proprio al 3 maggio, giorno della memoria liturgica di quest’ultimo, la data di fondazione della città, il cui compleanno viene festeggiato ancora oggi in questo giorno, lo stesso della festa patronale parrocchiale.
Benché la confusione storica che ebbe origine dall'omonimia dei due pontefici abbia arricchito di suggestioni la data del 3 maggio, la datazione della fondazione di Alessandria poggia comunque su solide basi storiografiche, essendo stata convenzionalmente fissata al giorno a cui risale la prima menzione documentata che attesta l'esistenza della città, in occasione della sua adesione alla Lega lombarda il 3 maggio 1168.